# Jorge Gobbi
Jorge Celso Gobbi OMM (São Marcos, RS, 5 de dezembro de 1952) é um administrador de empresas e político brasileiro filiado ao Partido da Social Democracia Brasileira (PSDB). Foi secretário da Administração e dos Recursos Humanos do Rio Grande do Sul, além de deputado estadual.
É formado em administração de empresas pela Universidade Luterana do Brasil de Canoas em 1999. É funcionário de carreira dos Correios, sendo que em 1992 assumiu a Diretoria Regional dos Correios. Tem como base eleitoral o Rio Grande do Sul.

## Carreira política
Foi eleito deputado estadual pelo Partido da Social Democracia Brasileira (PSDB) nas eleições de 1998 com 13 795 votos. Em abril de 2002, Gobbi foi admitido à Ordem do Mérito Militar no grau de Oficial especial pelo presidente Fernando Henrique Cardoso.
Com 22 935 votos conquistados nas eleições de 2002, não conseguiu se reeleger, tornando-se suplente do PSDB na assembleia legislativa. Entretanto, com a vitória de Germano Rigotto como governador, Gobbi foi nomeado secretário estadual da Administração e dos Recursos Humanos em 1º de janeiro de 2003. Até o fim de seu mandato na assembleia (1º de fevereiro), assumiu como seu suplente Wolmar Comel Vieira.
Exerceu até 1º de abril de 2006 o cargo de secretário estadual. Nas eleições de 2006 atingiu 20 732 votos (0,38%), ficando na primeira suplência do PSDB. Idem nas eleições de 2010, quando conseguiu 9 611 votos (0,17%).